# HM Factory, Gretna
His Majesty's Factory, Gretna ou en abrégé HM Factory, Gretna est une grande usine de production de cordite construite lors de la Première Guerre mondiale, à cheval sur la frontière entre l'Écosse et l'Angleterre, à Gretna, pour subvenir aux besoins en explosif des forces armées du Royaume-Uni et des forces du Commonwealth britannique.

## Histoire
À la suite de la crise des obus de 1915, une décision fut prise par le Ministère de l'Armement du Royaume-Uni de construire une usine de cordite à Gretna, près de l'estuaire de Solway Firth. 
L'usine s'étendait sur 14 km, de Smalmstown près de Longtown à l'est, en passant par Mossband et Gretna, et jusqu'à Dornock / Eastriggs à l'ouest. Elle était située à cheval sur la frontière entre l'Écosse et l'Angleterre. Elle consistait en quatre grands sites de production et de deux sites d'habitation créés spécialement pour l'occasion. Elle avait son propre réseau de transport indépendant, sa propre source d'énergie, et son propre système d'approvisionnement en eau.
Les différents sites de production s'appelaient:
- Site 1, Smalmstown, au nord-ouest de Longtown (55° 00′ 43″ N, 2° 59′ 32″ O).
- Site 2, Mossband, bordé à l'ouest par la Caledonian Railway (appelée maintenant West Coast Main Line), et la rivière Esk au sud et à l'est (54° 59′ 02″ N, 3° 01′ 26″ O).
- Site 3, Eastriggs, bordé au nord par la B721 et le Glasgow and South Western Railway, et au sud par le Solway Firth et la rivière Sark (54° 58′ 35″ N, 3° 10′ 03″ O).
- Site 4, Gretna, adjacent à la zone d'habitation de Gretna à l'est (54° 59′ 12″ N, 3° 05′ 16″ O).

Un chemin de fer militaire, à voie étroite de 2 pieds de large (610 mm), était utilisé pour transporter le matériel et les fournitures entre les sites. Le réseau, d'une longueur de 201 km, employait 34 locomotives. L'électricité pour l'usine et les zones d'habitation était fournie par une centrale à charbon spécialement construite pour l'occasion. Le service de téléphone opérait 2,5 million d'appels en 1918.
L'eau était puisée dans la rivière Esk, au nord de Longtown, et passait à travers des canalisations de 110 cm de diamètre jusqu'à une station de pompage. De là, elle passait à travers des canalisations de 84 cm jusqu'à un réservoir. Le système de filtration pouvait fournir jusqu'à 45.000 m3 par jour.

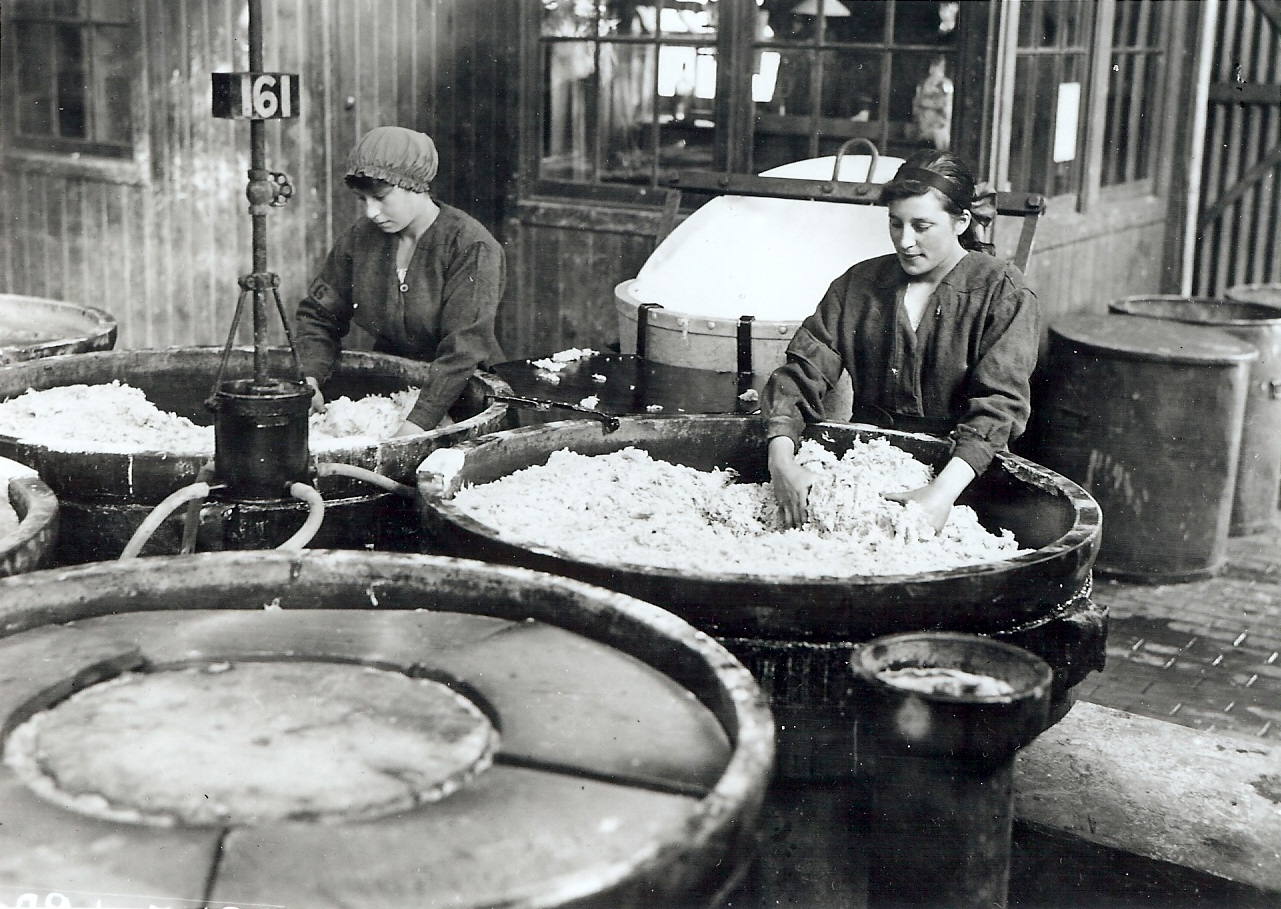
Gretna Girls, ouvrières de l'usine de munition de Gretna.

L'usine était en activité en temps d'économie de guerre. Elle eut recours massivement au travail des femmes.
L'usine de Gretna fut fermée à la fin de la Première Guerre mondiale et fut par la suite démolie.
Les 2 zones d'habitations de Eastriggs et Gretna avaient leurs propres boulangeries, blanchisseries et forces de police. Le service de blanchisserie pouvait nettoyer 6.000 pièces chaque jour et les boulangeries produisaient 14.000 repas par jour.

## De nos jours

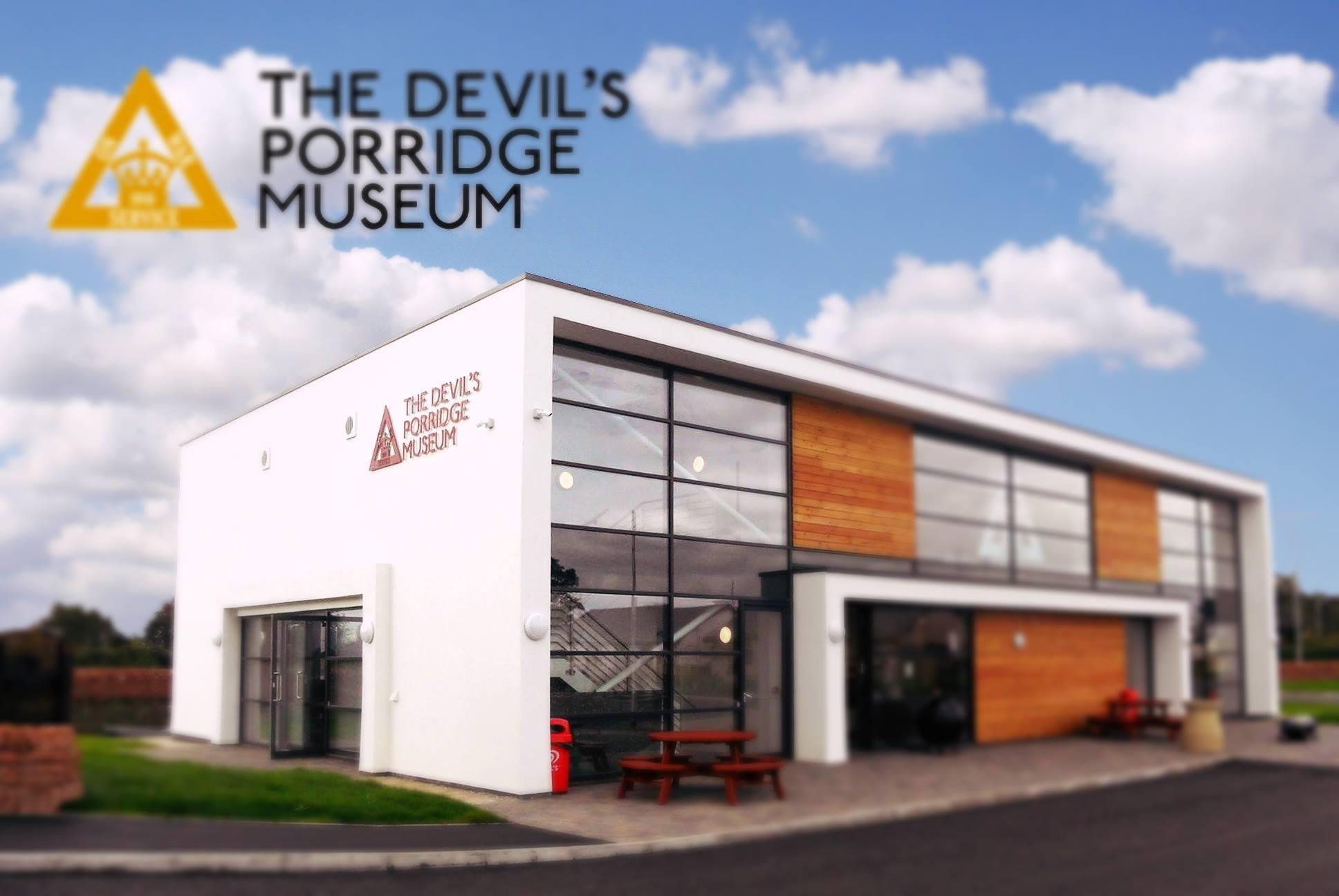
Devil's Porridge Museum, à Eastriggs.

Un musée en Écosse, appelé The Devil's Porridge Museum, situé à Eastriggs, relate aujourd'hui l'histoire de l'usine.
Les deux zones d'habitation de Eastriggs et Gretna subsistent de nos jours, en tant que communes à part entière.

## Personnalités liées à l'usine
- Herbert Womersley (1889–1962), entomologiste et acarologue australien né en Grande Bretagne, a travaillé à l'usine en tant que chimiste[1]
- John Reith (1889–1971), fondateur, directeur opérationnel puis directeur général de la BBC, a travaillé pour l'usine en tant que coordonnateur durant la construction